# Landesweite Informations- und Dokumentationsstelle Antisemitismus
Die Landesweite Informations- und Dokumentationsstelle Antisemitismus (LIDA-SH) ist eine unabhängige Meldestelle für Antisemitismus in Schleswig-Holstein mit Sitz in Kiel, die vom zebra – Zentrum für Betroffene rechter Angriffe e. V. getragen und mit Landes- sowie Bundesmitteln gefördert wird. Sie dokumentiert antisemitisch motivierte Vorfälle in diesem Bundesland und wertet sie strukturiert aus. Sie wurde im September 2018 ins Leben gerufen und hat am 1. Januar 2019 ihre Arbeit vollumfänglich aufgenommen.

## Ziele
LIDA-SH registriert körperliche Angriffe, Bedrohungen, Sachbeschädigungen, Schmierereien, Beleidigungen, Hasskommentare und E-Mails sowie Propagandamaterial wie Hetzschriften, Flugblätter, Plakate oder Aufkleber, die in fünf verschiedene Erscheinungsformen des Antisemitismus eingeordnet werden: 
- antisemitisches Othering
- israelbezogener Antisemitismus
- Post-Schoa-Antisemitismus
- moderner Antisemitismus und
- antijudaistischer Antisemitismus.

Erfasst werden auch Vorfälle, die (noch) nicht bei der Polizei angezeigt wurden oder keinen Straftatbestand erfüllen. Ziel ist, über gezielte Öffentlichkeitsarbeit das Phänomen Antisemitismus in Schleswig-Holstein sichtbarer zu machen. Mit Vorträgen und Workshops sollen Sensibilisierungsprozesse für Antisemitismus in der Gesellschaft gefördert werden. Die gesammelten Daten bilden die empirische Basis für eine perspektivische Entwicklung von passgenauen Präventions-, Bildungs- und Interventionsmaßnahmen.

## Ergebnisse 2019
Zwischen Januar und Oktober 2019 wurden 51 Fälle dokumentiert und in einer Broschüre ausgewertet. Die Daten stammen aus den  jüdischen Gemeinden in Flensburg, Kiel, Lübeck, Ahrensburg-Stormarn, Bad Segeberg, Elmshorn und Pinneberg. 

## Mitgliedschaften
LIDA-SH ist Mitglied der Bundesarbeitsgemeinschaft des Bundesverbands der Recherche- und Informationsstellen Antisemitismus (Bundesverband RIAS).

## Förderer
LIDA-SH wird gefördert von:
- Bundesministerium für Familie, Senioren, Frauen und Jugend
- Ministerium für Inneres, ländliche Räume und Integration des Landes Schleswig-Holstein
- Landespräventionsrat Schleswig-Holstein
- Landesdemokratiezentrum Schleswig-Holstein
- Demokratie leben